# Міністерство закордонних та європейських справ Хорватії
Міністерство закордонних та європейських справ (хорв. Ministarstvo vanjskih i europskih poslova) — центральний орган виконавчої влади Республіки Хорватії, що відповідає за здійснення затвердженої зовнішньої політики держави, або безпосередньо, або через дипломатичні та консульські представництва Республіки Хорватії за кордоном.

## Коротка історія
31 травня 1990 р. Здравко Мршич призначається першим міністром закордонних справ тоді ще Соціалістичної Республіки Хорватія. З метою покращення взаємин з ЄС 3 квітня 1998 р. утворено Бюро з питань євроінтеграції, з якого 27 січня 2000 р. виникло Міністерство європейської інтеграції (хорв. Ministarstvo europskih integracija). 16 лютого 2005 року з набранням чинності Змін і доповнень до Закону про структуру та компетенцію центральних органів державного управління міністерство з питань європейської інтеграції та міністерство закордонних справ було об'єднано в єдине міністерство закордонних справ та європейської інтеграції (хорв. ministarstvo vanjskih poslova i europskih integracija). З приходом до влади лівоцентристської коаліції Кукуріку міністерство закордонних справ та європейської інтеграції 23 грудня 2011 року було перейменовано на міністерство закордонних та європейських справ.

## Міністри закордонних справ Хорватії
1. Анте Павелич (1941);
2. Младен Лоркович (1941—1943);
3. Міле Будак (1943—1944);
4. Мехмед Алайбегович (1944—1945).
5. Здравко Мршич (1990);
6. Фране Вінко Голем (1990—1991);
7. Даворін Рудольф (1991);
8. Звонимир Шепарович (1991—1992);
9. Зденко Шкрабало (1992—1993);
10. Мате Гранич (1993—2000);
11. Тоніно Піцула (2000—2003);
12. Міомір Жужул (2003—2005);
13. Колінда Грабар-Кітарович (2005—2008);
14. Гордан Яндрокович (2008—2011);
15. Весна Пусич (2011—2016);
16. Міро Ковач (2016);
17. Давор Іво Штір (2016—2017);
18. Марія Пейчинович-Бурич (2017—2019);
19. Гордан Грлич Радман (2019—).